# Broughton Castle

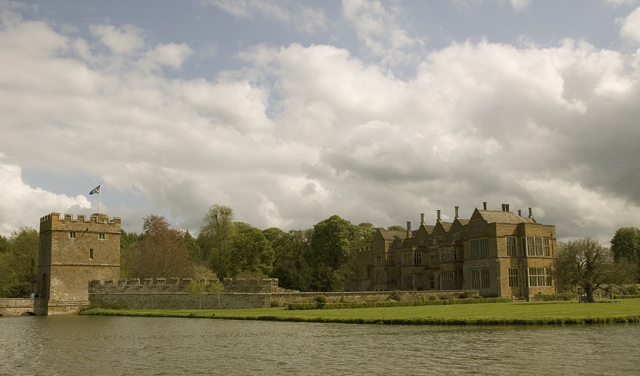
Blick auf Broughton Castle

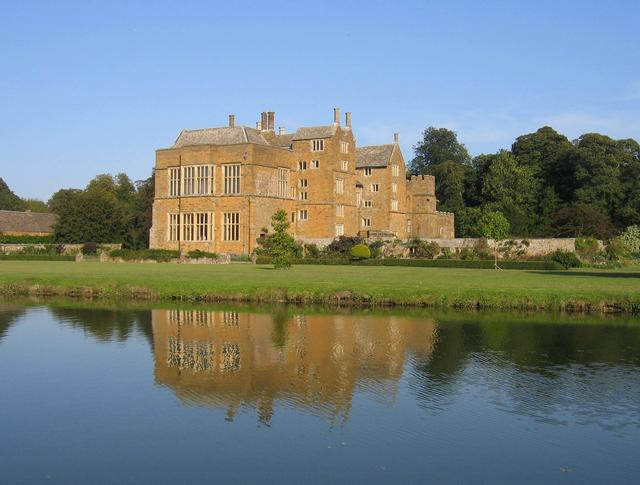
Broughton Castle

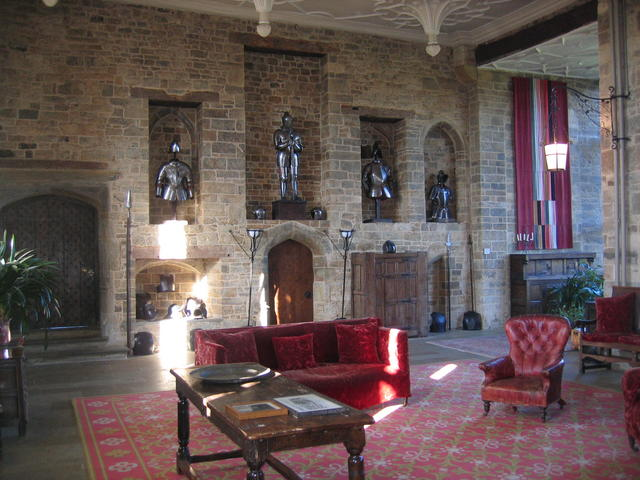
Der Rittersaal

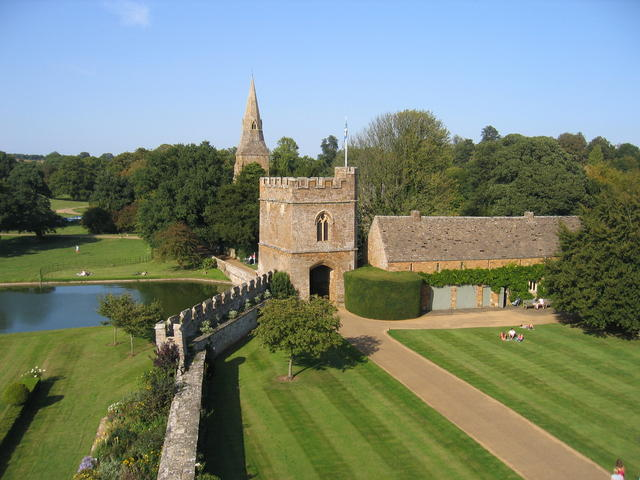
Das Torhaus

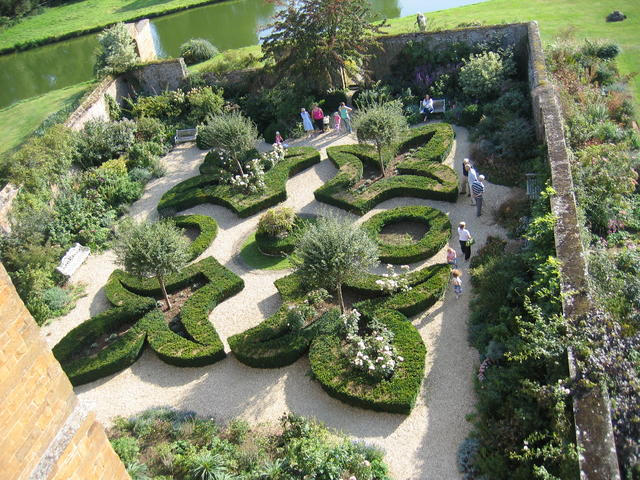
Formeller Garten

Broughton Castle ist ein mittelalterliches, befestigtes Herrenhaus im Dorf Broughton, etwa 3,2 km südwestlich von Banbury in der englischen Grafschaft Oxfordshire. Dort wohnt die Familie Twisleton-Wykeham-Fiennes, Barone Saye and Sele. Die Burg liegt in einem Park und ist von einem breiten Graben umgeben. Im Sommer ist es für die Öffentlichkeit zugänglich.

## Geschichte
Die Burg ließ Sir John de Broughton 1300 als Herrenhaus an einer Stelle errichten, an der der Zusammenfluss dreier Bäche einen natürlichen Standort für ein mit einem Burggraben versehenes Herrenhaus ermöglichte. 1377 wurde das Haus an William von Wykeham, Bischof von Winchester, verkauft und blieb seither in dessen Familie. Das ursprüngliche Haus ließ Sir Thomas Wykeham 1406 befestigen. 1451 fiel es durch Vererbung an die Familie Fiennes, Barone von Saye and Sele. Ab 1550 ließ ‚‘Richard Fiennes‘‘ das mittelalterliche Herrenhaus in Haus im Tudorstil umbauen, wobei er es wesentlich erweitern ließ. König Jakob I. weilte des Öfteren auf Broughton Castle.
Im 17. Jahrhundert war William Fiennes, 1. Viscount Saye and Sele, genannt Old Subtlety, einer der führenden Aktivisten gegen König Karl I. Daher diente die Burg den Parlamentaristen, wie z. B. John Pym und John Hampden, in der Dekade vor dem englischen Bürgerkrieg als Treffpunkt. Der 1. Viscount hob Truppen aus, um 1642 in der ergebnislosen Schlacht bei Edgehill gegen den König zu kämpfen. In den darauf folgenden Tagen belagerten royalistische Truppen die Burg, überwältigten schnell die Verteidiger und nahmen die Burg eine Zeitlang ein. Nach dem Ende der Feindseligkeiten, mussten Renovierungsarbeiten unternommen werden, um die von Royalisten verursachten Schäden zu beseitigen. Der 1. Viscount konnte die Unterzeichnung des Todesurteils gegen König Karl I. vermeiden und konnte so nach der Stuart-Restauration seinen Frieden mit der Krone machen.
Broughton Castle verfiel im 19. Jahrhundert, wurde dann aber von Frederick Fiennes, 16. Lord Saye and Sele, gerettet. Er beauftragte den prominenten viktorianischen Architekten Sir George Gilbert Scott. Um die Jahrhundertwende war das Haus an Lady Algernon Gordon-Lennox, eine Dame der feinen edwardischen Gesellschaft, vermietet, die die Gärten umgestaltete und König Eduard VII. auf der Burg zu Gast hatte.
Broughton Castle ist auch heute noch der Sitz der Familie Fiennes, bis in die 2010er-Jahre von Nathaniel Fiennes, 21. Baron Saye and Sele, und seit 2015 von seinem Sohn mit Familie.

## Haupträume
Das Torhaus ist von 1406 und der Block links davon, der heute als Andenkengeschäft und Café genutzt wird, hat gotische Fenster zum Burggraben hin. Die Hauptfassade ist links mittelalterlich, aber in der Mitte und rechts in elisabethanischem Stil gehalten. Die Kapelle zeigt den Decorated-Stil des 14. Jahrhunderts, während die anderen Haupträume vorwiegend elisabethanisch sind. Der Rittersaal erstreckt sich hinter der Hauptfassade. Im Obergeschoss befindet sich eine Lange Galerie, von der aus man den die Garten hinter dem Haus überblicken kann.
Die Paradeschlafzimmer besitzen zwei sehr schön ausgearbeitete Kaminsimse. Im Queen's Bedroom (genutzt von Anna von Dänemark) ist einer aus Stein angebracht, der in einem Stil, „der an die Renaissance erinnert, aber gleichzeitig ein noch sehr unvollkommenes Verständnis, was das alles sein soll, entwickelt“ gehalten ist. Dies war vermutlich das Werk eines örtlichen Steinmetzes, der Zugang zu einem Ziermusterbuch, wie das von Hans Vredeman de Vries hatte; die beiden menschlichen Köpfen sehen noch sehr mittelalterlich aus. Der andere Kaminsims in dem Schlafgemach, das Jakob I. nutzte, bietet ein weiteres stilistisches Extrem: ein stark glänzendes und ausladendes Stuckwerk in einem Stil, der dem der ersten Schule von Fontainebleau gleicht und vermutlich nicht von englischen Kunsthandwerkern geschaffen wurde. Das zentrale Medaillon mit einer mythologischen Szene wurde von Rosso Fiorentino entworfen und erscheint auch im Schloss Fontainebleau. Es ist von zwei nackten Jungen flankiert. Man meint, dass sie von den italienischen Künstlern stammen, die König Heinrich VIII. am Nonsuch Palace beschäftigte. Die Teile wurden mit größter Wahrscheinlichkeit anderswo gefertigt und dann nach Broughton Castle gebracht.
Es gibt im Haus etliche schöne Stuckdecken, die spektakulärsten davon im Großen Salon im Obergeschoss sowie im Eichenzimmer darunter. In drei Schlafgemächern ist handgemalte, chinesische Tapete aus dem 18. Jahrhundert mit verschiedenen Baum-, Vogel- und Blumenmustern angebracht, die in sehr gutem Zustand ist. Im Dachgeschoss befindet sich ein Raum, der der „ohne Ohren“ sein soll, wo der 1. Viscount in den Jahren vor dem Bürgerkrieg konspirative Sitzungen mit den parlamentaristischen Führern abhielt. Die Gärten haben lange Kräuterborduren, die im Sommer am schönsten sind.

## In Film und Fernsehen
Teile der Filme Oxford Blues (1984), The Scarlet Pimpernel (1982), Drei Männer und eine kleine Lady (1990), King George – Ein Königreich für mehr Verstand (1994) und Shakespeare in Love (1998) wurden auf der Burg gedreht. Sie war auch Kulisse für Teile der Fernsehfilme und -serien Elizabeth The Virgin Queen, Friends and Crocodiles, 1975 Morecambe an Wise Christmas Show und Noel's House Party. Außerdem diente die Burg als Drehort für viele andere Filme und Fernsehproduktionen, wie z. B. Jane Eyre und Hilary Mantels Wolf Hall.

## Konzerte
Im August 1981 führte die Electric-Folk-Band Fairport Convention ihr jährliches Konzert in Broughton Castle auf und nicht, wie sonst üblich, im Dorf Cropredy. Das Konzert wurde aufgenommen und 1982 auf dem Album Moat on the Ledge veröffentlicht.

## In der Literatur
Im April 2009 veröffentlichte William Fiennes seine Novelle Music Room. Diese fiktionale Erinnerung an seine Kindheit und einen Bruder mit Epilepsie spielt in Broughton Castle, das aber in der Novelle nicht so genannt wird. Er beschreibt die Kulisse seiner Novelle als „ein wundervolles Gedicht einer Reverenz an seine Familie, seine Eltern, die magische, mit einem Graben versehene Burg, die sein Heim war“.